# Kristijan Ukmar
Kristijan Ukmar, slovenski dirigent in muzikolog, * 14. avgust 1939, Ljubljana, Slovenija.

## Življenje
Kot muzikolog je diplomiral leta 1965, kot dirigent pa je pri Danilu Švari diplomiral leta 1968. Med letoma 1964 in 1967 je v časopisu Delo objavljal ocene opernih predstav. Od leta 1967 je zaposlen v ljubljanski Operi, kjer je bil nekaj časa tudi direktor. 
Je sin skladatelja Vilka Ukmarja.